# Secessione romana

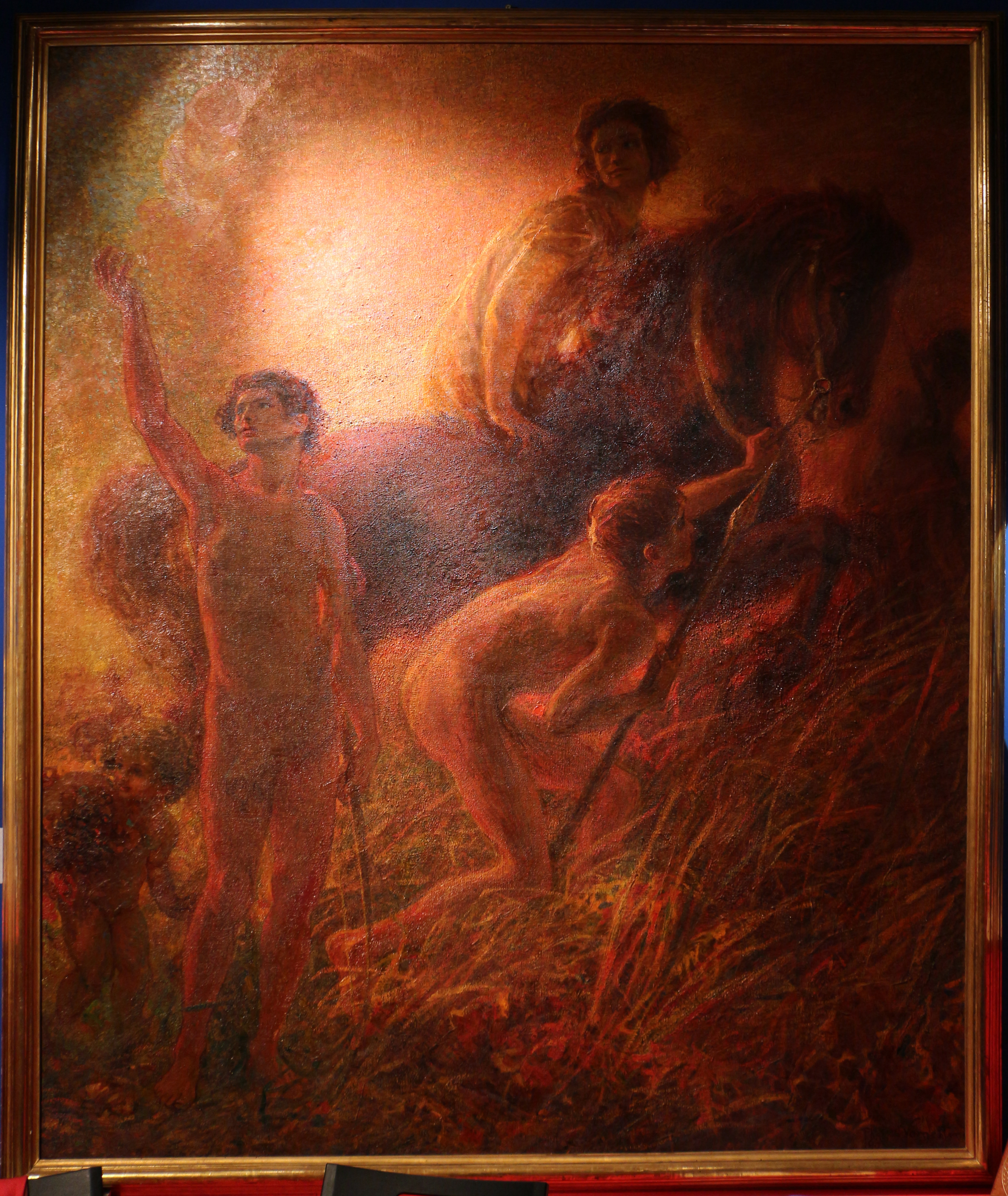
Plinio Nomellini, Giovinezza vittoriosa, 1903

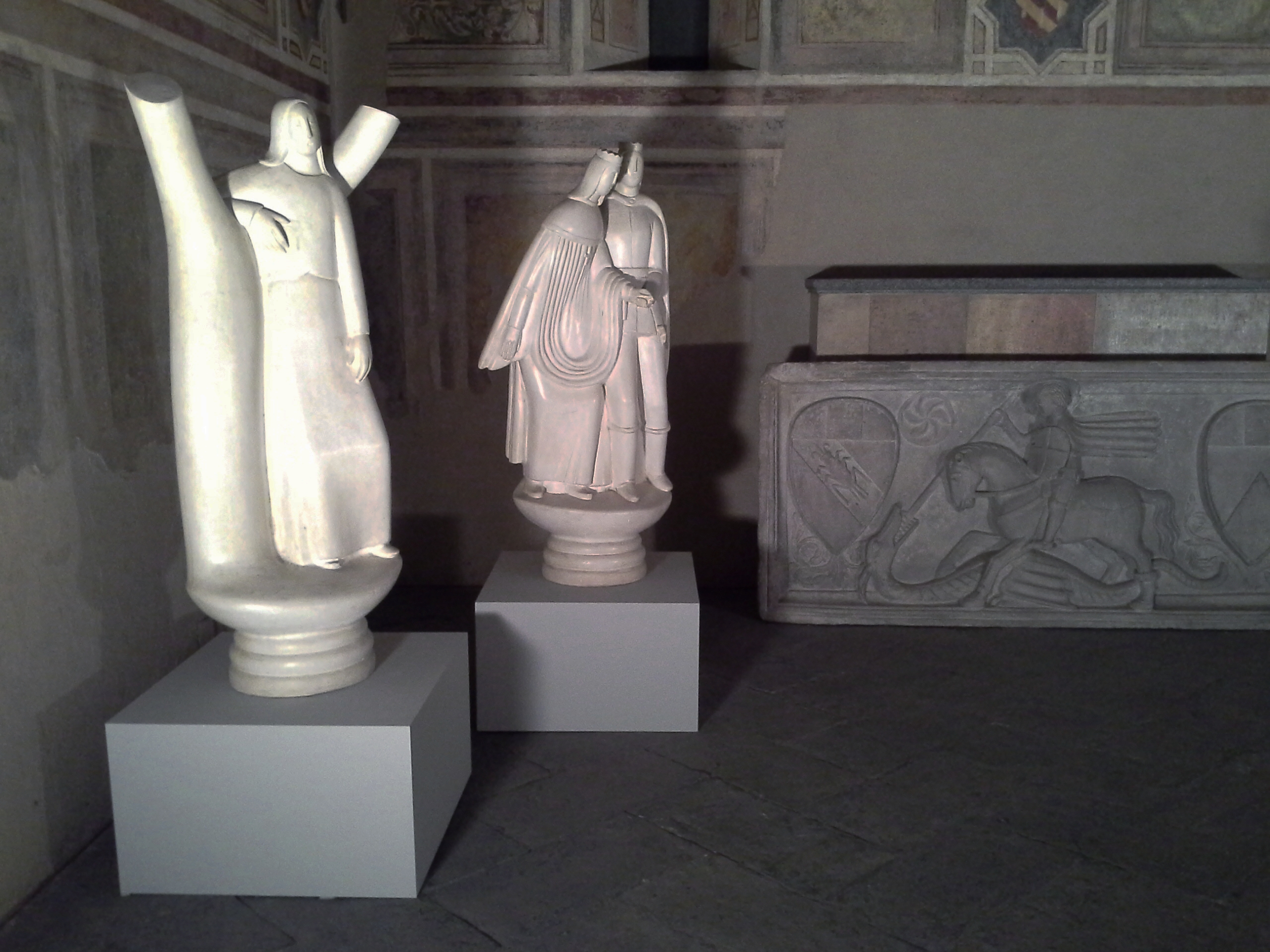
Arturo Martini, Trilogia dei Re (Pinacoteca di Brera)

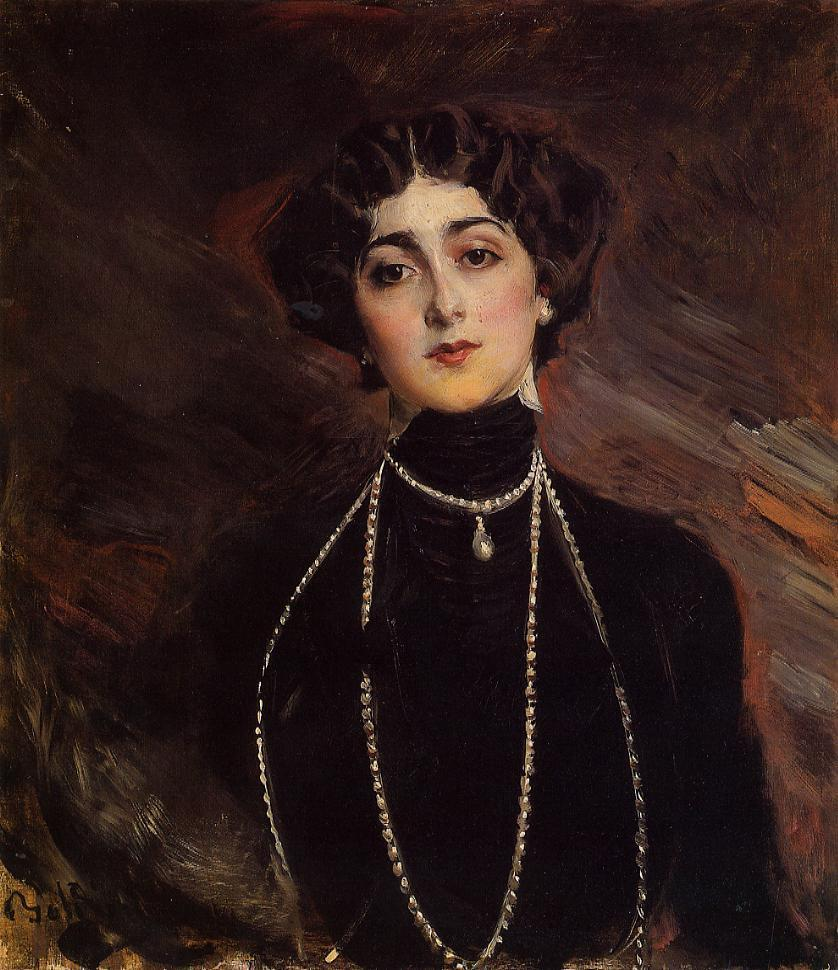
Giovanni Boldini, Ritratto di Lina Cavalieri

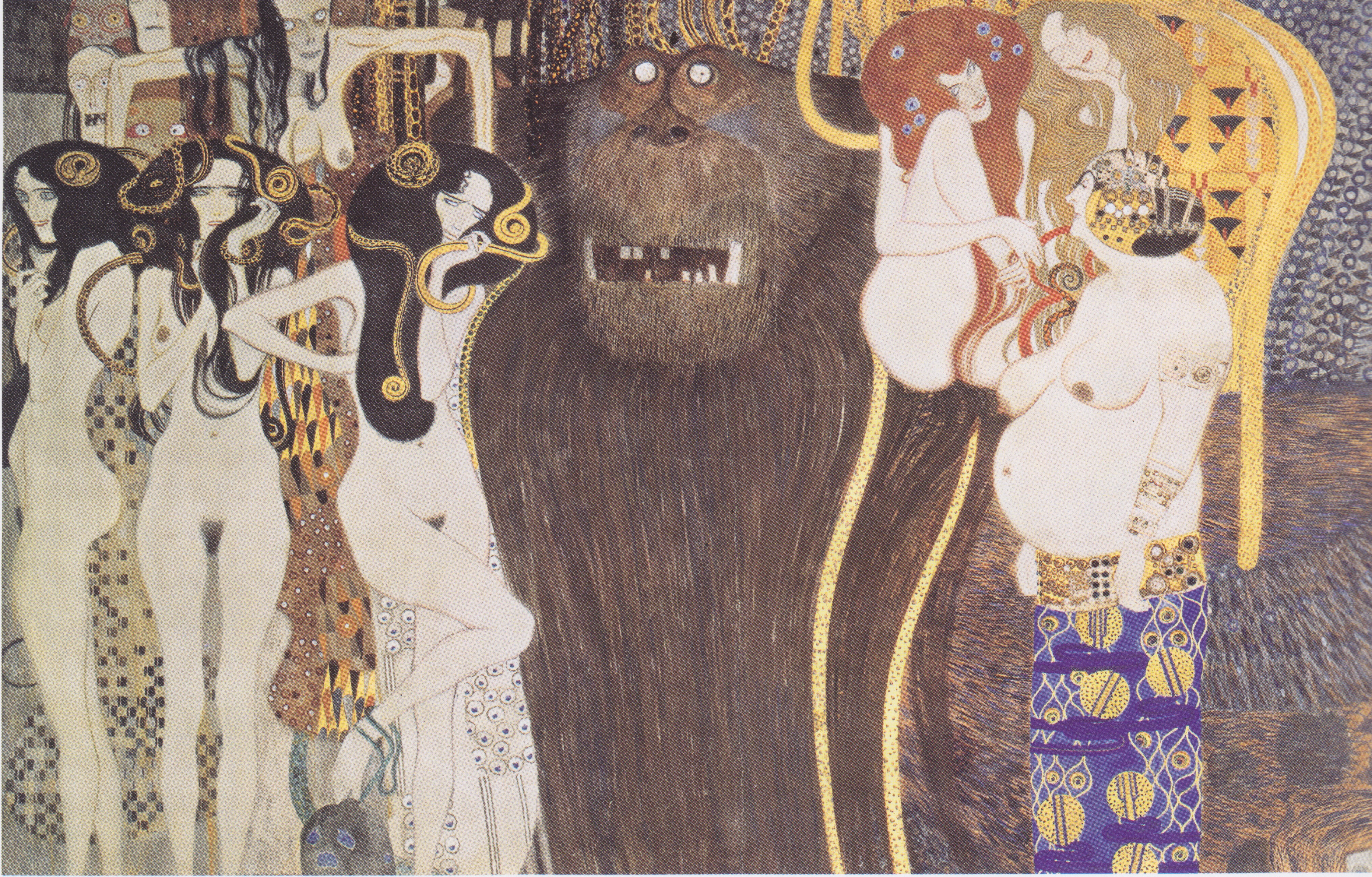
Gustav Klimt, Die feindlichen Gewalten

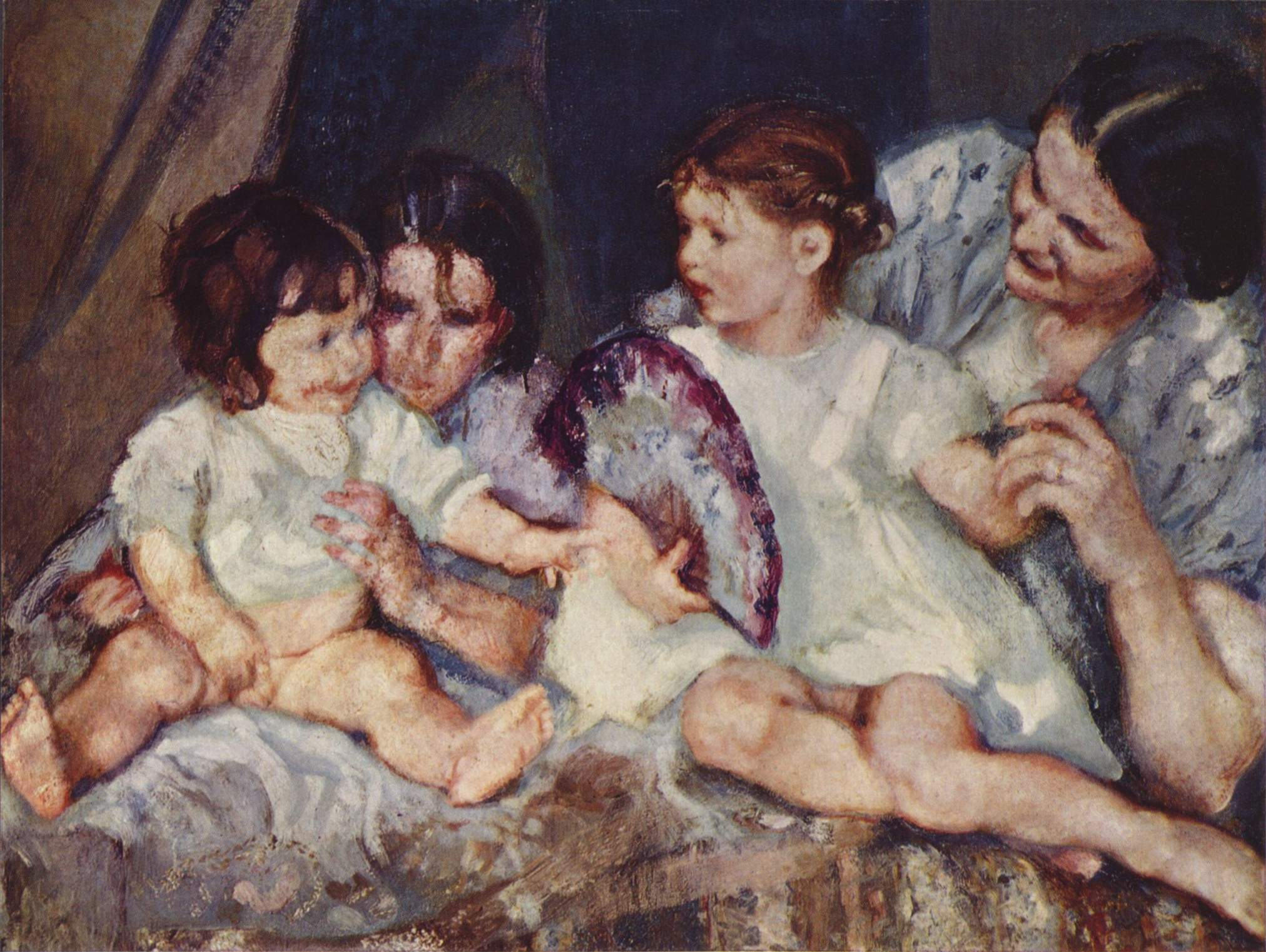
Armando Spadini, Madri e figli

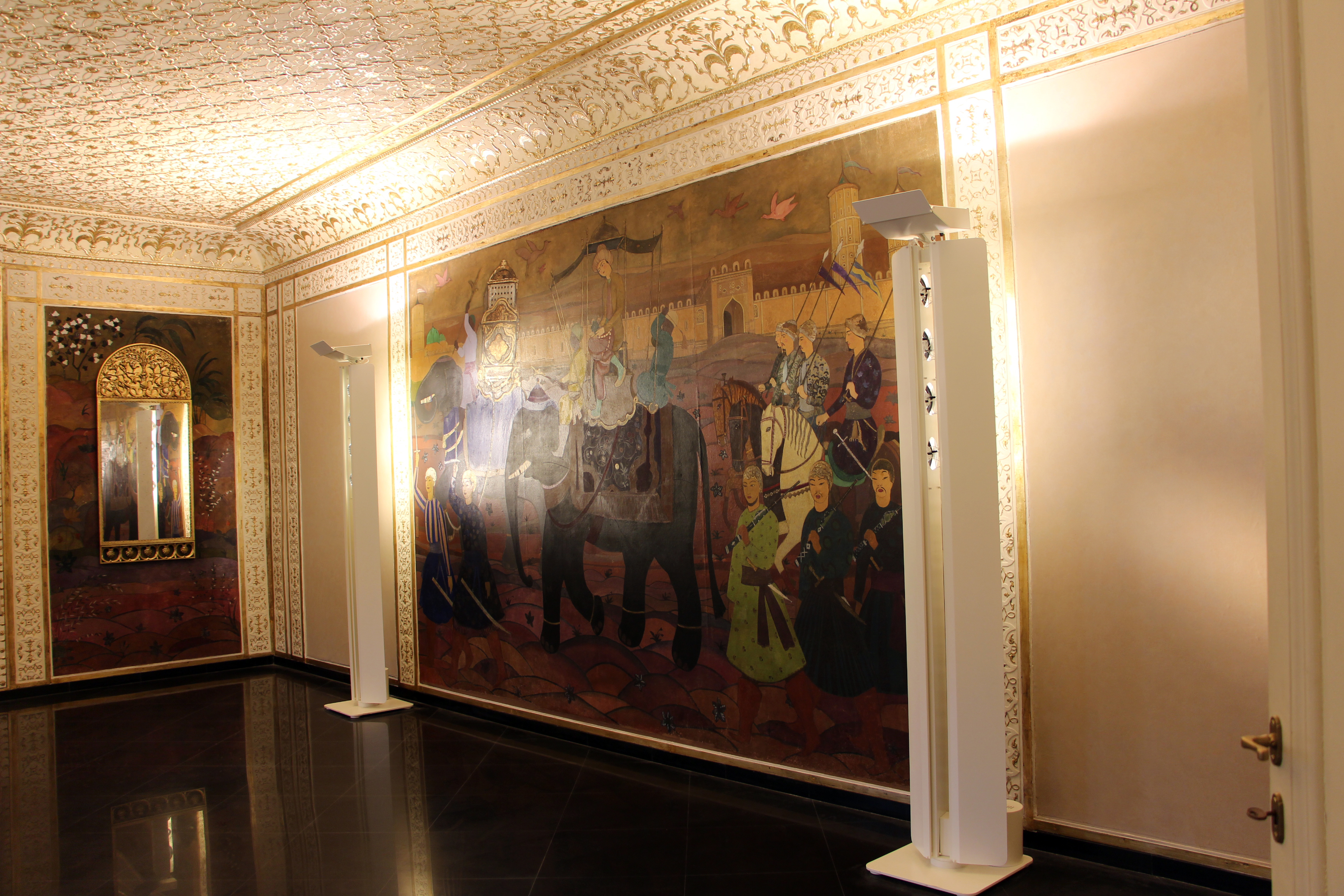
Viareggio, Villa argentina, decorazioni di Galileo Chini e dipinti di Giuseppe Biasi

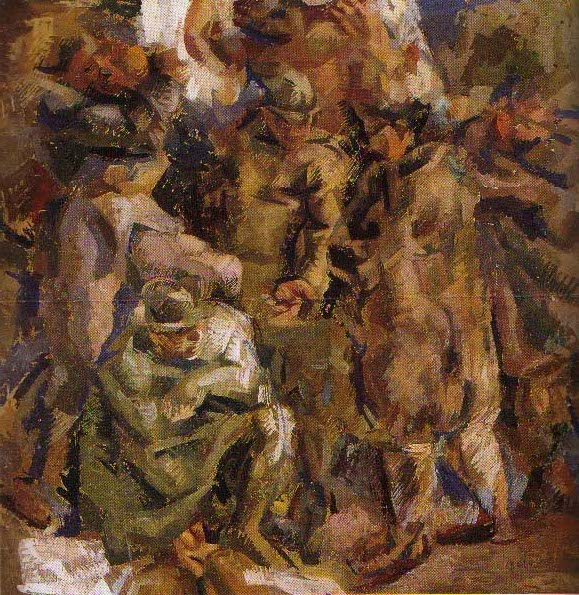
Emilio Notte, La distribuzione del pane, 1919

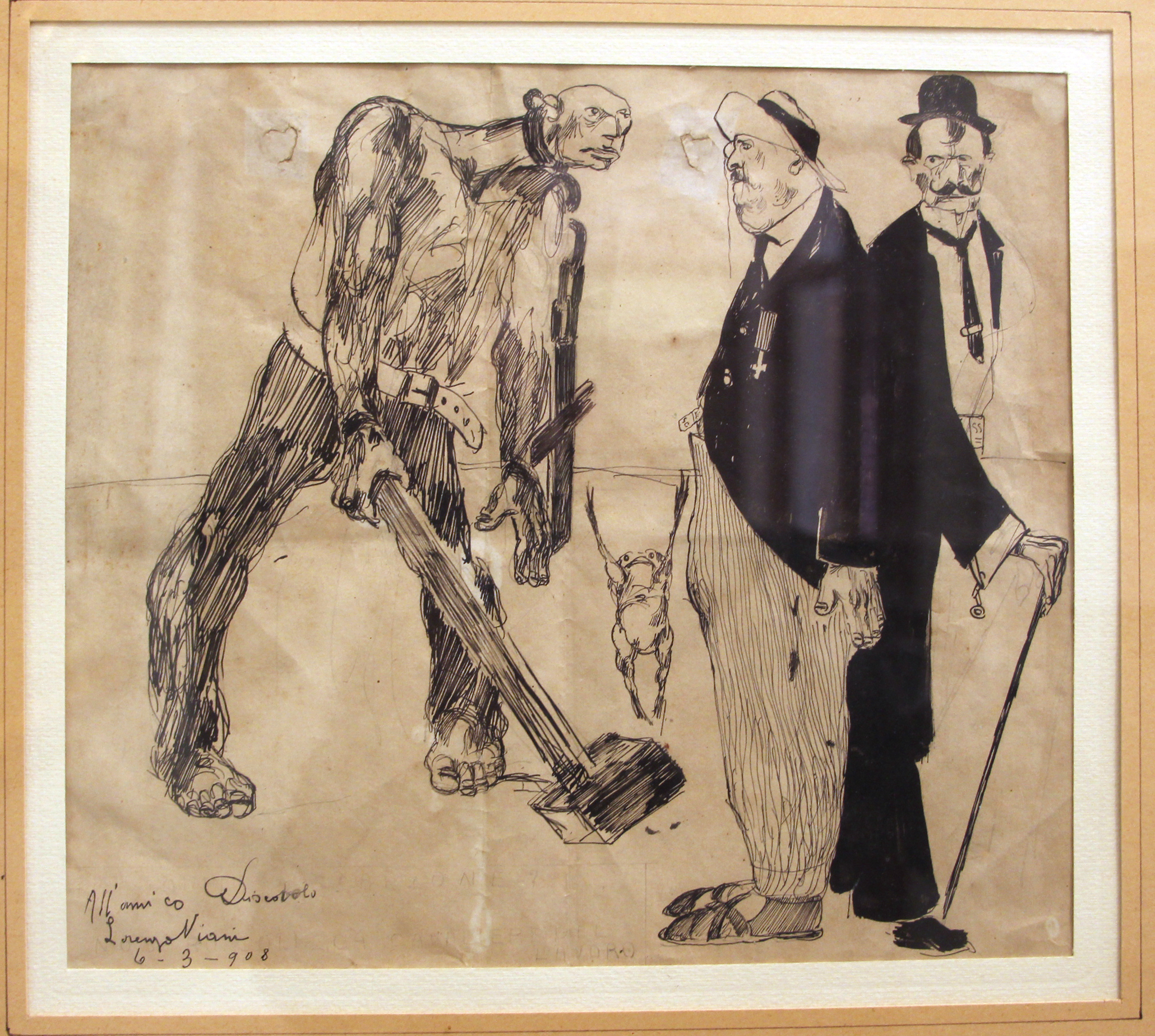
Lorenzo Viani, Uomo in catene spezzate, rospo e borghesi 1907-08

La Secessione romana fu un movimento artistico che si sviluppò tra il 1912 e il 1917 ed ebbe per protagonisti artisti già affermati che intendevano opporsi all'arte ufficiale ed accademica, ma prendevano le distanze anche dal Futurismo.
La Secessione romana fu fondata nel 1912 da alcuni artisti della Società degli Amatori e dei Cultori di Belle Arti che volevano contrastare la prassi consolidata della critica e dell'ideologia estetica che dominavano e condizionavano il mondo dell'arte. Non era né una scuola d'arte, né l'imposizione di uno stile unico; era piuttosto una raccolta di energie provenienti da artisti che avevano seguito un percorso artistico personale, rispetto ai dettami delle Accademie e alle richieste della classe politica.
Non a caso una Secessione nell'arte - che si ispirava a precedenti Secessioni, in particolare a quelle di Vienna, Monaco e Berlino - si manifestò a Roma, all'indomani delle celebrazioni per il cinquantenario dell'Unità d'Italia.
Le mostre della Secessione si tennero dal 1913 al 1916 e costituirono importanti occasioni di conoscenza e di scambio, tra correnti innovative dell'arte italiana e grandi maestri dell'arte europea contemporanea. La Secessione romana guardava ai nuovi fermenti artistici che attraversavano l'Europa.

## Secessione romanae Futurismo
In polemica con il movimento di Marinetti, che aveva alzato le barricate, sbeffeggiando il passatismo dell’arte ufficiale, gli aderenti alla Secessione romana cercavano un metodo più morbido, per identificarsi come gruppo. Al suo interno la Secessione aveva accolto artisti molto diversi tra loro e ambiva a confrontarsi con linguaggi internazionali contemporanei - in particolare francesi, mitteleuropei e nordici - al fine di porre le basi per la costruzione di uno stile moderno e vario, nel rispetto della diversità dei gusti personali.
La Secessione non pubblicava manifesti, non provocava; ma lasciava liberi gli artisti di esprimersi. La sua forza era nella diversità, nel rifiuto dell'omologazione.
La Secessione romana rappresentava quindi un'avanguardia moderata, contrapposta all'avanguardia radicale del Futurismo che voleva rivoluzionare non solo il linguaggio artistico, ma anche la realtà sociale e politica. Alle mostre della Secessione romana i Futuristi non parteciparono mai come gruppo ufficiale. A titolo personale, espose qualche artista che si riconosceva nel Futurismo.

## Artisti di scuole diverse
Quattro sono le esposizioni organizzate dalla Secessione romana, dal 1913 al 1916, che ebbero luogo al Palazzo delle Esposizioni. La Secessione romana mise insieme pittori che venivano da esperienze molto lontane tra loro: Gino Rossi, Felice Casorati, Armando Spadini, Plinio Nomellini, Lorenzo Viani, Laurenzio Laurenzi, Ferruccio Ferrazzi, Felice Carena, Giuseppe Carosi e il pittore cremonese Emilio Rizzi. Il moderno per eccellenza, la rottura, erano rappresentati dall'arte di Gustav Klimt. Si ispiravano al divisionismo Camillo Innocenti, Arturo Noci, Vittorio Meoni e Plinio Nomellini.
A mostre della Secessione romana, accanto a protagonisti della Belle Époque, come Camillo Innocenti che faceva parte del consiglio direttivo della Secessione e Giovanni Boldini, esponevano esordienti come Arturo Martini e artisti stranieri di fama, quali Paul Cézanne, Henri Matisse e Pablo Picasso. C'erano anche le donne come l'illustratrice torinese Vittoria Cocito.

## Le quattro mostre dellaSecessione romana
Alla I Esposizione Internazionale d'Arte della Secessione nel 1913 la Sala Francese conteneva opere di Pierre Bonnard, di Félix Vallotton, di Édouard Vuillard e della pittrice Elisabeth Chaplin.
Carlo Alberto Petrucci, Vittorio Grassi e Aleardo Terzi, incaricati di decorare ed arredare le sale, si ispirarono allo stile della Secessione viennese.
C'erano opere di Felice Carena, del bolognese Carlo Corsi, di Armando Spadini, di Nino Bertoletti pittore e incisore romano, del pittore e incisore di Sassari Giuseppe Biasi, del pittore torinese Mario Reviglione, di Umberto Bottazzi che aveva decorato una sala (sarà presente con le sue vetrate anche alle due successive edizioni), del pittore e pubblicitario Aleardo Terzi che curò il catalogo.
Giovanni Prini espose la fontana La Lira, Ferruccio Ferrazzi espose Genitrice, Deiva De Angelis espose un Ritratto. C'erano Umberto Moggioli pittore trentino, il pittore Maurizio Barricelli che era uno dei fondatori del movimento, il pittore Raniero Aureli che apparteneva al sodalizio dei XXV della campagna romana, il pittore Giovanni Costantini, lo scultore Eugenio Pellini e Mario Puccini che espose La Metallurgica II. Carlo Alberto Petrucci presentò Ritratto in oro e azzurro, il paesaggio San Martino al Cimino e tre incisioni.
Alla II Esposizione Internazionale d'Arte della Secessione nel 1914, c'erano Edoardo Del Neri pittore e incisore di Gorizia, Fillide Giorgi Levasti con due nature morte, Roberto Melli pittore ferrarese, lo scultore e pittore Arturo Martini, la pittrice e pubblicitaria bolognese Emma Bonazzi che espose il dipinto Bambola, il pittore e politico romano Cipriano Efisio Oppo, Carlo Alberto Petrucci che presentò Le vagliatrici, Galileo Chini con opere paesaggistiche e di genere portate dalla Thailandia, il pittore romano Arturo Noci, il pittore livornese Alfredo Müller, lo scultore fiorentino Dario Viterbo e il pittore di Siracusa Francesco Trombadori.
Alla III Esposizione Internazionale d'Arte della Secessione nel 1915, c'erano Emilio Mantelli pittore e incisore genovese, Alberto Caligiani pittore e incisore di Grosseto, Pasquarosa Marcelli Bertoletti, la pittrice fiorentina Fillide Giorgi Levasti, lo scultore triestino Attilio Selva, Maria Grandinetti Mancuso pittrice e giornalista (sarà presente anche alle due successive edizioni), lo scultore Publio Morbiducci che presentò due maschere di bronzo, il pittore e poeta Virgilio Guidi, il pittore livornese Antonio De Witt, il pittore Paolo Paschetto, Carlo Alberto Petrucci con l’incisione La capanna morta, Deiva De Angelis con il dipinto Contadino, l'incisore Nicola Galante e il pittore e incisore (vicino ad ambienti futuristi) Lorenzo Viani, che presentò 10 xilografie.
Alla IV Esposizione Internazionale d'Arte della Secessione nel 1916 erano presenti, tra gli altri, Nino Bertoletti e il pittore e scrittore Amerigo Bartoli.
Il pittore di Nizza Carlo Corsi e Paolo Ferretti parteciparono a tutte le edizioni, dal 1913 al 1916. Il pittore e scultore di Faenza Giovanni Romagnoli vi partecipò dal 1914 al 1916. Il pittore veneziano Teodoro Wolf Ferrari fu presente alle mostre del 1913 e del 1915. La pittrice eugubina Deiva De Angelis partecipò alla prima, terza e quarta edizione. Il futurista Emilio Notte fu presente a due edizioni. Lo scultore Mario Ceconi di Montececon partecipò alle prime tre esposizioni e in quella del 1915 presentò la Maschera del Padre, carica di drammatica espressività.
Nel 1917, da una parte si era esaurita la spinta propulsiva che aveva portato alla Secessione romana e d'altra, in quell'anno si organizzavano mostre a beneficio della Croce Rossa e di mutilati e di orfani di guerra.
La  mostra Secessione romana 1913-1916 ebbe luogo a Roma, nel 1987.